# M1A-01
M1A-01は、川崎重工業製のガスタービンエンジンである。派生型として船舶用のM1A-02がある。

## 概要
川崎重工業は、より大型のガスタービンを開発するため、1973年に予算を計上、設計仕様をおおよそ決定し、1974年4月から基本設計を開始した。本エンジンは、先に設計をしていたS1Aガスタービンと相似の設計とし、S1A-01の試験成果を応用して開発を早めるとともに、低コスト、耐久性を最優先して開発がされた。1975年夏には運転試験を開始し、同年末には定格負荷運転に成功。1976年末まで過酷条件での運転や耐久運転などを実施。1977年9月に舶用の型式認定（日本海事協会）を取得した。
M1A-01ガスタービンエンジンを使った非常用発電設備の「PU1250型発電設備」は、同エンジンと発電機を組み合わせた発電装置、エンジンの起動源装置、自動始動発電機盤およびエンジンの吸排気系統などで構成されている。同年11月にPU1250型発電設備の公開運転を実施。1978年に陸用の屋外型を完成。1978年5月、「カワサキPU1250型ガスタービン非常用発電設備」の防災認定（日本内燃力発電設備協会）を取得し、同年10月に製品化がされた。
なお、M1A-01の商品名はMが1,000馬力以上10,000馬力以下、Aは1軸式を意味する。

## 諸元

### 1．M1A-01ガスタービン
データの出典

#### 仕様
- 型式：単純開放サイクル1軸

- 圧縮機：2段遠心
- 燃焼室：単筒缶形
- タービン：3段軸流
- 減速機：遊星歯車列
- 燃料：灯油、軽油、A重油

#### 性能
| 要目                  | 設計値 | 実績   |
| --------------------- | ------ | ------ |
| 最大出力（hp）        | 1,650  | 1,750  |
| 連続出力（hp）        | 1,450  | 1,600  |
| 燃料消費率（g/Hp・h） | 290    | 275    |
| タービン入口温度（℃） | 900    | 900    |
| 主軸回転数（rpm）     | 22,000 | 22,000 |
| 空気流量（kg/s）      | 7.2    | 7.7    |
| 圧力比                | 8.0    | 8.0    |

### 2．カワサキPU1250型発電設備
データの出典

#### 仕様
- 定格：900kW/800kW（常用）、1000kW/900kW（非常用）、1000kW/1000kW（防災用）
- 定格力率：0.8遅れ
- 定格周波数：50/60Hz
- 定格容量：1250kVA以下
- 極数：4極
- 回転速度：1,500rpm または 1,800rpm
- 燃料消費率：435kg/kW（1000kW出力時）
- 励磁方式：ブラシレス、自動電圧調整器付

## M1A-02
M1A-01のメインハウジングを鋳鋼製とし、パーツに海水対策を施した船舶用ガスタービンがM1A-02である。
1975年春、まだ製作中であったが、護衛艦の主発電機駆動用として受注活動を始め、1980年2月にはつゆき（52DD）の一号主発電機として受注に成功。実際に運用されてからの5年間は度重なる故障が発生し、その対策に追われたという。
最大の原因は、ガスタービンの開発経験や運転実績が少ないことである。非常用発電機では、非常時に確実に起動することが求められ、本機のような長時間耐久性は初の課題であった。その他、年間使用時間を甘く想定していたことも一因である。当初は戦闘時など必要電力が増大した時、およびソナーに感知されて困る時に本機を使用し、年間使用時間を500時間とされていた。52DDの計画が進むにつれ、停泊中や低負荷での航海中にはディーゼル発電装置（DG）を使用して、ガスタービン発電装置(GDG)はそれほど多く使用しないと判断されていたが、故障を想定して念のため年間2,000-2,500時間とされた。しかし、後に振動・騒音が少なく、運転・メンテナンスが容易なことから、乗組員が好んでGTGを使用するようになり、年間3,000-4,000時間使用され、さらに故障が起きやすくなったという。
1988年頃には故障がほとんどなくなり、国産のため修理・対応が早いとの評価もされるようになった。その後、本機と出力を向上させた派生型（M1A-05、M1A-25、M1A-35）はイージス艦以外の護衛艦の主発電機に多く採用されている。なお、カナダ、インド、韓国海軍からも派生型の艦用主発電機の引き合いがあったが、武器輸出三原則により輸出はできなかったという。

### 搭載船舶
海上自衛隊
- はつゆき型護衛艦、あさぎり型護衛艦、あぶくま型護衛艦[14]